# Ekkehard II

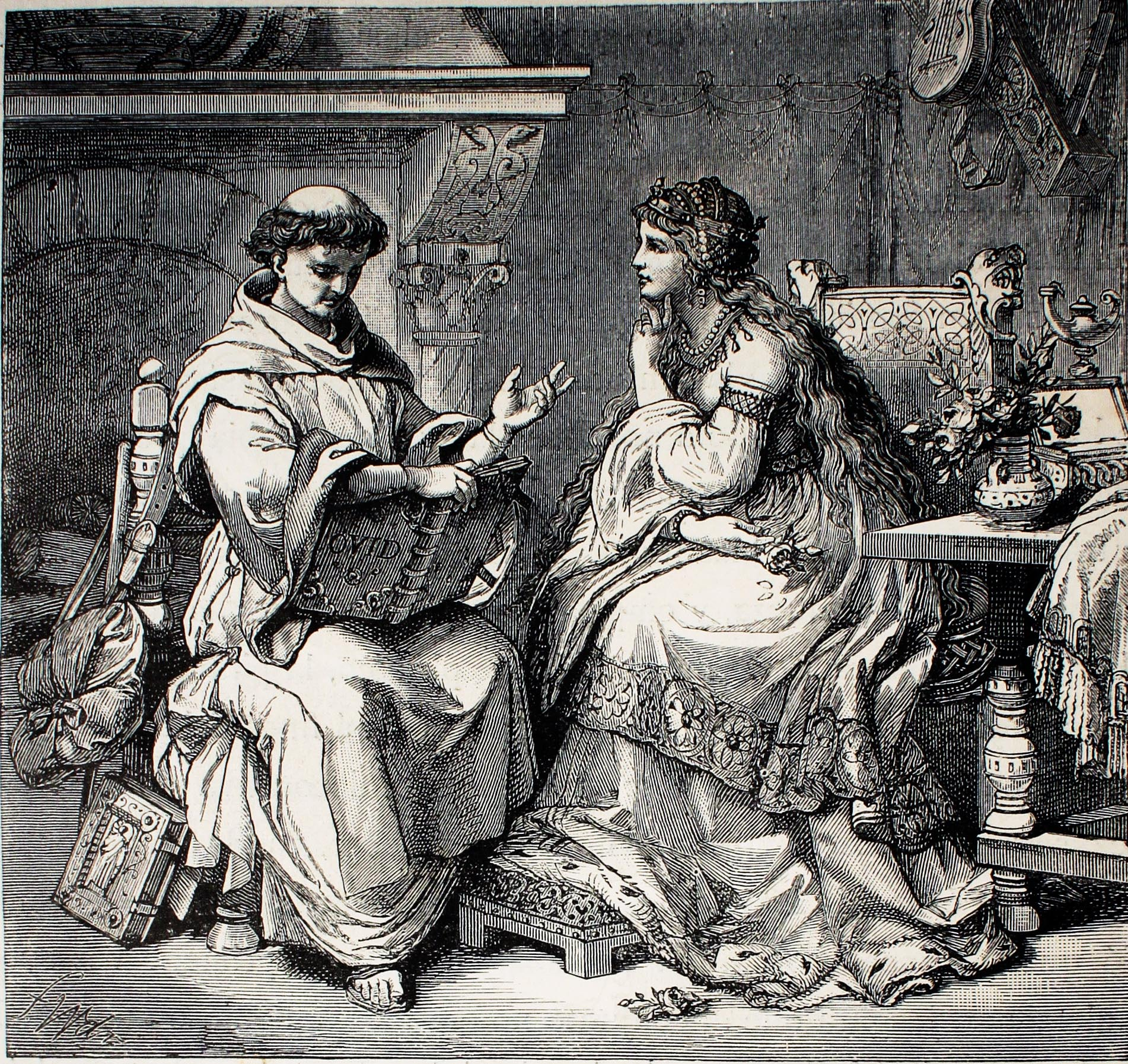
Ekkehard enseignant à Edwige, illustration de Germania, deux mille ans de la vie allemande de Johannes Scherr, édition espagnole, 1882.

Ekkehard II (Ekkehardus Palatinus) était un moine bénédictin à Saint-Gall, lettré et poète, mort le 23 avril 990.

## Biographie
Neveu de l'abbé Ekkehard Ier , il fut écolâtre de cette abbaye. Il aurait vécu à la cour de l'empereur Otton II, d'où son surnom de Palatinus (« du palais »), et connu Hedwige ou Edwige, épouse du duc Burchard III de Souabe, bien que cela soulève des problèmes de chronologie.

## Œuvres
On lui attribue, sans certitude, une vie de saint Didier et un poème de 287 hexamètres dédié à une noble dame appelée Edwige (Hadewiga nobilissima femina), paraphrase de l'éloge de la femme vertueuse dans le livre biblique des Proverbes.

## Fiction
Ekkehard est le personnage central du roman historique Ekkehard de Joseph Victor von Scheffel, publié en 1852.